# Breite Straße 94

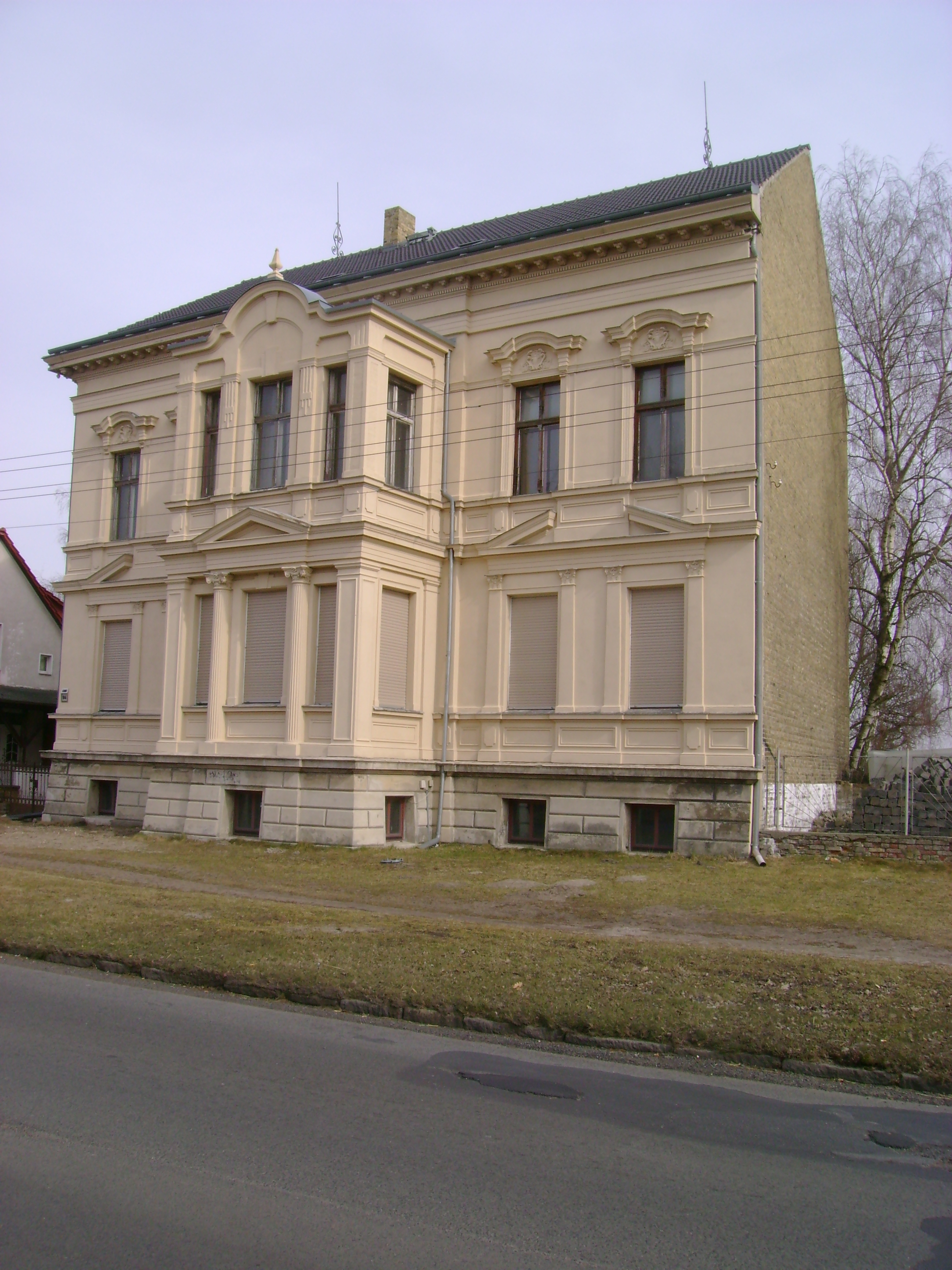
Breite Straße 94

Das Gebäude Breite Straße 94 ist ein Baudenkmal in der Stadt Velten im Landkreis Oberhavel im Land Brandenburg.

## Architektur und Geschichte
Das 1896 im spätklassizistischen Stil erbaute, zweigeschossige Wohnhaus ist massiv errichtet, hat eine verputzte Fassade und ein Satteldach. An der Straßenfront befindet sich ein dreiachsiger Mittelrisalit. An der Hofseite gibt es ein risalithaftig hervortretenden Treppenturm mit einem Dreiecksgiebel.